# Istoria Buzăului

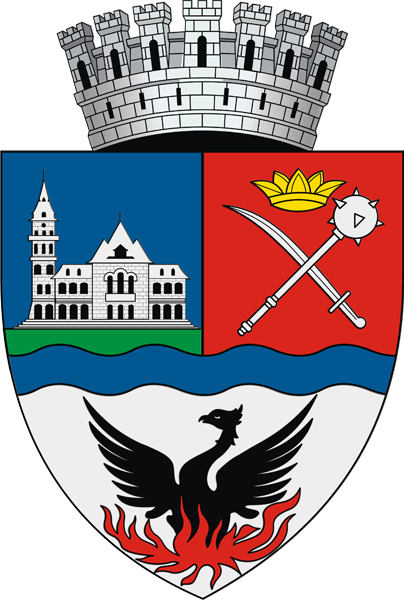
Stema actuală a Buzăului. Simbolurile reflectă istoria orașului: pasărea Phoenix simbolizează renașterea orașului după distrugerile succesive; armele încrucișate și coroana arată luptele duse în zona orașului; palatul reprezintă Palatul Comunal, clădire-simbol reprezentativă pentru perioada de înflorire din secolele al XIX-lea-al XX-lea

Istoria scrisă a orașului Buzău începe odată cu cea a Țării Românești, statutul său de târg și punct de vamă fiind certificat de un document din timpul voievodului Dan al II-lea. Descoperirile arheologice din culturile Gumelnița și Monteoru arată prezența omului în regiune înaintea erei creștine. Un document din anul 376 menționează un râu cu numele Mousaios, aceasta fiind cea mai veche atestare a numelui orașului, nume pe care l-a primit de la acest râu, pe al cărui mal se află. În secolul al IV-lea e.n., goții, care ocupau și spațiul buzoian, sunt alungați de aici de huni.
În perioada medievală a existat și o cetate a Buzăului, despre care s-au păstrat doar câteva mențiuni în documente străine, iar târgul, menționat ca fiind deja existent la 1431, a devenit și sediu episcopal ortodox în secolul al XVI-lea.
Începând cu secolul al XVII-lea, a început o perioadă în care numeroase lupte și invazii, precum și dezastre naturale (epidemii, cutremure), au condus la distrugerea și depopularea Buzăului. Orașul însă a fost mereu reconstruit, localnicii punând simbolul păsării Phoenix pe stema orașului, ca simbol al renașterii.
Secolul al XIX-lea a adus o perioadă de înflorire culturală și economică a Buzăului. În această perioadă a fost construit Palatul Comunal, clădirea–simbol a orașului, care a devenit centru industrial și nod feroviar. În timpul Primului Război Mondial, Buzăul a fost ocupat de trupe germane, mulți locuitori refugiindu-se de forțele de ocupație în satele din preajmă sau în Moldova. Dezvoltarea orașului a fost frânată temporar, dar s-a reluat după război. După cel de al Doilea Război Mondial, industrializarea Buzăului a fost accelerată forțat, populația sa triplându-se în mai puțin de 50 de ani. După revoluția din 1989, economia puternic industrializată a fost reașezată într-un context capitalist.

## Descoperiri arheologice preistorice și antice
În parcul Crâng, s-au descoperit așezări din neolitic (cultura Gumelnița). Tot în parcul Crâng s-a descoperit un mormânt din epoca bronzului (cultura Monteoru), tot de atunci datând și un topor celtic găsit în preajma orașului. În zona industrială Buzău-Sud au fost descoperite așezări geto-dacice, atribuite culturii Sântana de Mureș.

## Martiriul lui Sava Gotul

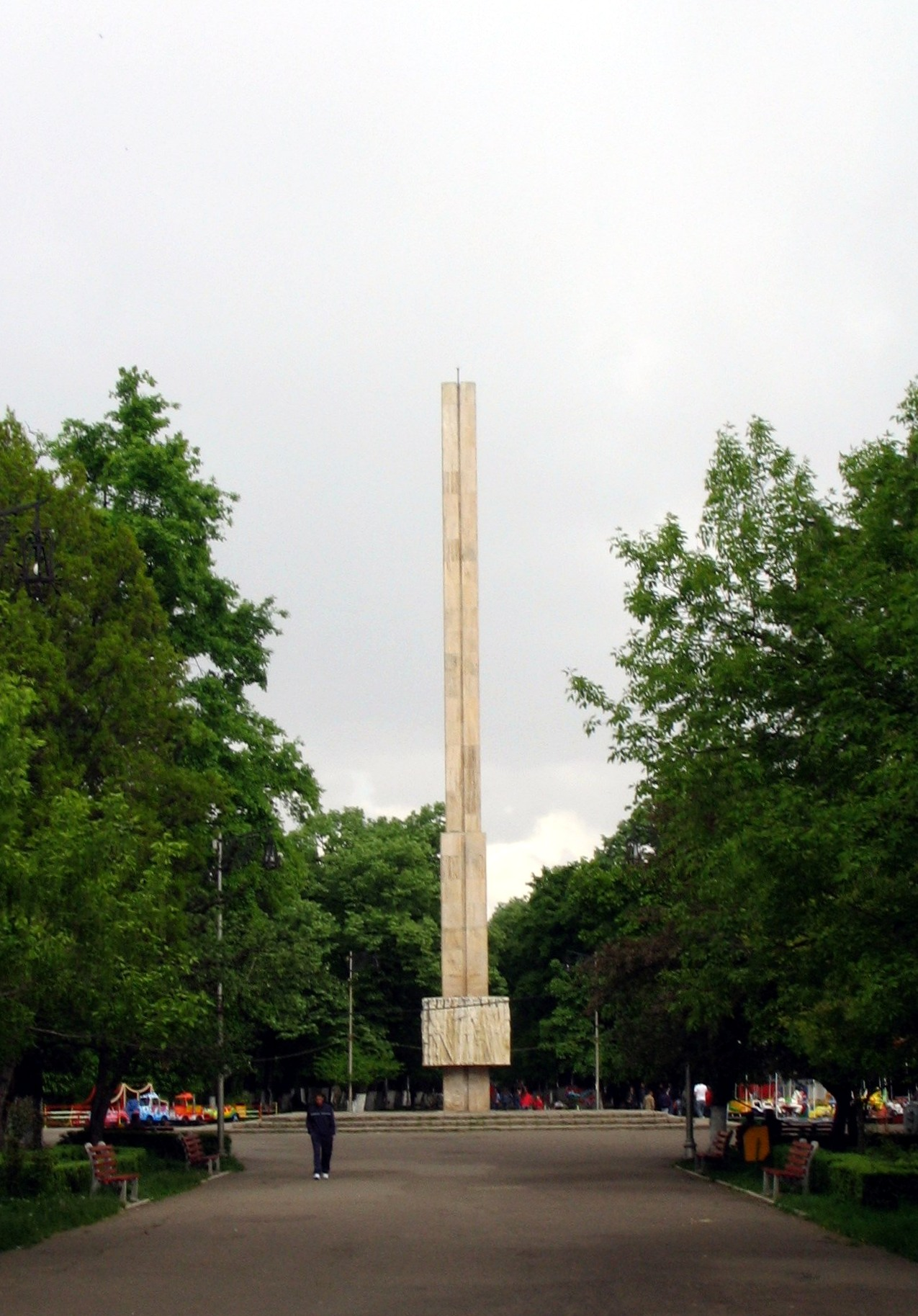
Obeliscul din parcul Crâng, monument ce marchează 1600 de ani de la martiriul lui Sava Gotul, cea mai veche atestare documentară a numelui de Buzău

Prima mențiune documentară a râului Buzău (sub numele de Mousaios) este din secolul al IV-lea: într-o scrisoare din anul 376, trimisă de Iunnius Soranus, guvernatorul Scythiei Minor, arhiepiscopului din Caesarea Mazaca, se relatează martirizarea, la 12 aprilie 372, a misionarului creștin Sava, înecat de către goți în râul Buzău. Copii ale documentului Pătimirea Sfântului Sava se păstrează la Biblioteca Vaticanului și Biblioteca San Marco din Veneția. Unele lucrări consideră că documentul de la Veneția reprezintă prima atestare documentară a Buzăului, dar altele consideră că el face referire doar la râul Buzău și că astfel prima atestare documentară adevărată a orașului Buzău ar fi documentul din 1431 din timpul lui Dan al II-lea.

## Cetatea medievală a Buzăului
Nu s-au păstrat nici măcar ruine vizibile din perioada medievală, dar există referințe la o cetate medievală a Buzăului. În Mică enciclopedie istorică, lucrare publicată de Muzeul Județean Buzău, este citat raguzanul Giacomo di Pietro Luccari, care face referire la această cetate într-un paragraf din Copioso Ristretto de gli Annali di Rausa. Urme ale acestei cetăți medievale, datate secolul al XIII-lea, au fost descoperite în urma unor săpături în zona centrală a orașului. Gheorghe Petcu îl citează în monografia sa pe Gustav Treiber, despre care afirmă că, în Siebenbürgische Vierteljahresschrift scria că în secolul al XII-lea orașul era înconjurat de un zid cu patru porți în cele patru direcții principale.

## Târg și sediu episcopal

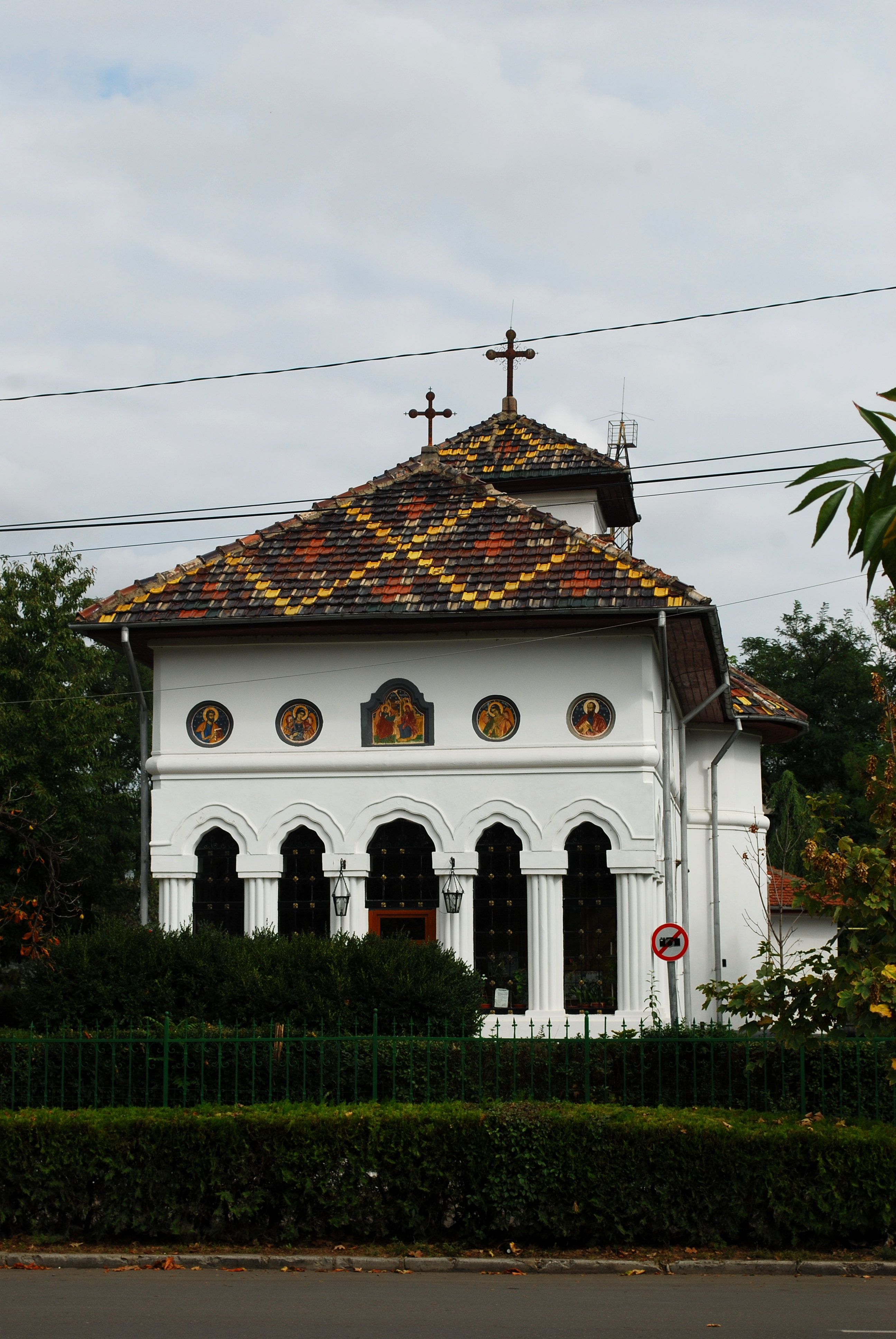
Biserica Banului

Prima menționare documentară a Buzăului ca târg și punct de vamă într-un document intern este cel emis la 30 ianuarie 1431 de domnitorul Dan al II-lea privind acordarea unor privilegii de comerț brașovenilor, la trecerea lor prin târgurile Munteniei, între care și Buzăul (care este denumit târg și punct de vamă), la fel ca în timpul domnitorului Mircea cel Bătrân. Actul sugerează că orașul avea titulatura de târg cel puțin dinainte de domnia lui Mircea cel Bătrân, fapt susținut și de inexistența unui privilegiu domnesc de înființare a orașului, cum a fost cazul altor târguri medievale muntenești, cum ar fi Târgșor. Târgul Buzău se afla pe drumul Bogdanului, drum comercial ce lega Țara Românească de Moldova, strada principală, Drumul Târgului, făcând parte din acest drum.
Episcopia Buzăului este atestată documentar la 1525, în timpul lui Radu de la Afumați, data cea mai probabilă a înființării sale fiind considerată anul 1500, în timpul domniei lui Radu cel Mare. Astfel, orașul a devenit reședință episcopală.

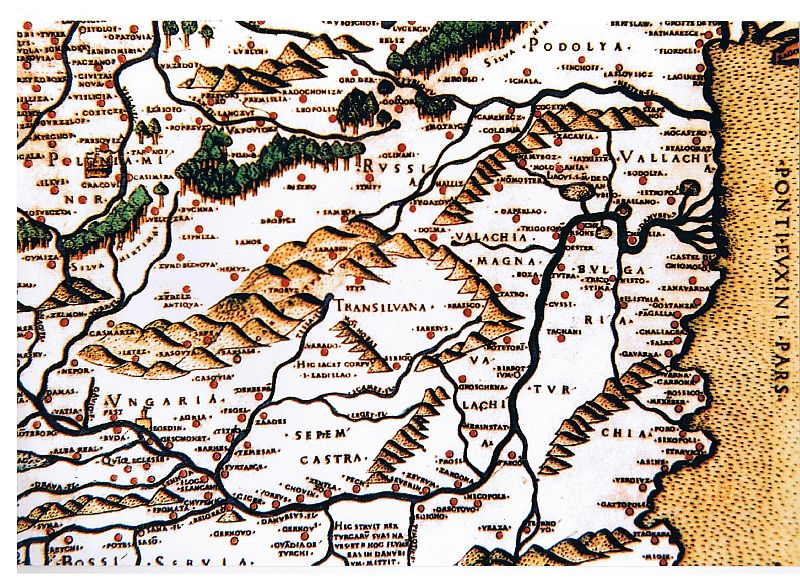
Harta din 1507 de Beneventanus și Wapowski, unde orașul, cu numele Boza, apare între curbura Carpaților și Dunăre.

În 1507, Buzăul figurează (sub numele de Boza) pe o hartă a Lituaniei și a regatelor Poloniei, Boemiei și Ungariei, realizată de Marcus Beneventanus și Bernard Wapowski. La acea vreme, orașul era al patrulea ca mărime din Țara Românească, și partener comercial al Brașovului. Între 1503 și 1515, negustorii din Buzău au comercializat marfă în valoare de 2.245.835 aspri (o monedă otomană). Un document datat 1536 arată că orașul era administrat de un județ (primar) și 12 pârgari aleși. Complexul episcopiei este legat de centrul orașului și de parcul Crâng (la vremea aceea, o pădure mare aflată lângă oraș) de o rețea subterană de tunele, care datează din secolul al XVI-lea. Rolul acestor tunele era acela de stocare a proviziilor și de a furniza o cale de evacuare a cetățenilor în caz de pericol.
În anul 1571 a fost construită mănăstirea Banului, ctitorie a lui Andronic Cantacuzino. Mănăstirea este denumită a Banului, după numele dregătoriei ctitorului, din 1618. În 1722, biserica a fost rezidită de Andreiana, soția lui Șerban Cantacuzino. În 1884, la pictarea Bisericii a participat și Gheorghe Tattarescu. Din 1575 datează cea mai veche atestare a Bazarului—al doilea din Țara Românească—piață permanentă cu dughene, prăvălii, pivnițe, magazii. Orașul era la acea vreme compus din patru părți principale: episcopia, mănăstirea Banului, târgul vechi și orașul, ultimul aflat între mănăstire și episcopie.
În ultimul deceniu al secolului al XVI-lea, 18.000 de sârbi s-au stabilit în Țara Românească. Câteva familii au venit în Buzău, construindu-și casele într-o zonă de lângă râul Buzău, cunoscută până astăzi sub numele de Sârbi. Ulterior, în anii 1792-1838, mulți refugiați bulgari s-au stabilit în același cartier. Datorită similitudinilor între limbile vorbite de cele două grupuri etnice, localnicii au numit și pe noii veniți tot sârbi. Bulgarilor li s-a dat pământ în apropierea râului, unde au înființat grădini de zarzavaturi. Minoritățile etnice sârbe și bulgare nu și-au păstrat identitatea și limba, recensământul din 2002 arătând prezența a doar patru sârbi și patru bulgari în oraș. Amintirea existenței acestor comunități a rămas, însă, prin faptul că, în oraș, legumicultorii sunt încă denumiți sârbi.

## Distrugeri succesive

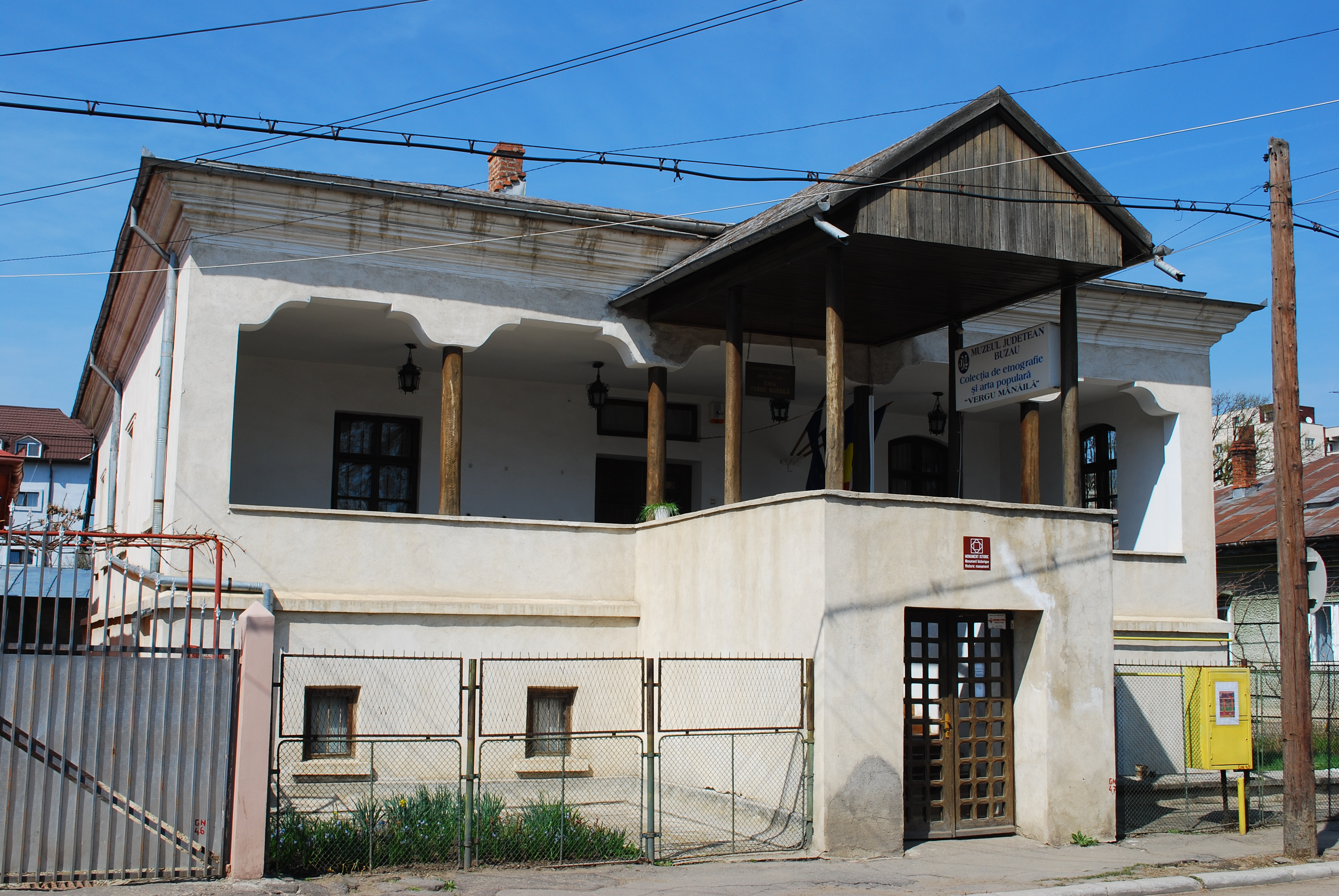
Casa Vergu-Mănăilă, cea mai veche clădire din Buzău, care datează din anii 1780. Este singura clădire din oraș din vremea distrugerilor Buzăului (secolele al XVII-lea - al XVIII-lea)

Sfârșitul Evului Mediu a adus orașului un val de distrugeri, Buzăul fiind complet sau parțial devastat de războaie repetate și invazii militare străine, dar și de catastrofe naturale.
Armata lui Mihai Viteazul a staționat în Buzău în 1596. După plecarea acesteia, orașul a fost devastat în 1597 de raiduri otomane și tătărești. În anul următor, Mihai Viteazul a adus daruri locuitorilor orașului, pentru a compensa pagubele. Cronicarul Balthasar Walter descrie invazia tătărească din 1597:
| “ | [Tătarii] pradă câmpia din jurul Buzăului, Brăilei, Bucureștiului și alte orașe pe care turcii le lăsaseră neatinse, fie nu le stricaseră chiar de tot, luă în captivitate pe localnicii surprinși și luă toate veniturile de peste an, și dădu foc celor mai multe locuri. | ” |

În aprilie 1616, multe case din Buzău au fost arse în timpul unei invazii polone. Locuitorii s-au refugiat în munții și pădurile din împrejurimi. Toate titlurile de proprietate funciară s-au pierdut la acestă dată. Un an mai târziu, în iulie 1617, orașul a fost ocupat din nou de armata otomană.
Buzău a fost devastat din nou de tătari în 1623, după cum arată o scrisoare a lui Matei Basarab din 1633:
| “ | [Episcopia Buzăului] este cu totul părăsită și robită și arsă de păgânii tătari în toți acești ani. | ” |

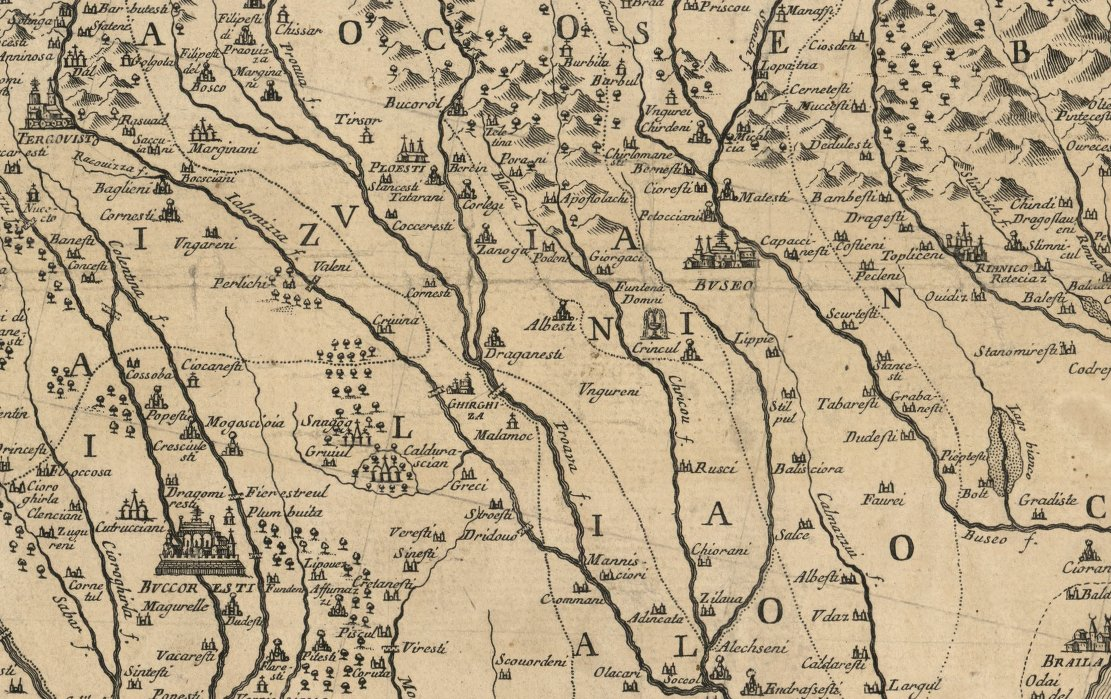
Buzăul pe harta Țării Românești din secolul al XVI-lea, de stolnicul Constantin Cantacuzino; vezi aici harta completă.

O invazie turcească din 1659 a dus la distrugerea totală a Buzăului, mulți locuitori fiind luați prizonieri. În 1679 Buzăul a fost din nou distrus de otomani. Orașul a fost reconstruit de fiecare dată, apărând astfel pe o hartă din 1700 a Țării Românești, tipărită la Padova de stolnicul Constantin Cantacuzino. Pe hartă figurează alte 22 de orașe și târguri din țară.
După o perioadă de pace relativă, timp în care episcopia a primit finanțări de la domnitor pentru a deschide o școală în greacă și o alta în slavonă, în 1739, în timpul unui război ruso-turc, trupele rusești și cazacii lui Frilow au devastat Buzăul, luându-l pe episcop cu ei.

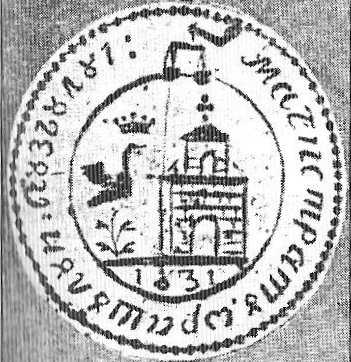
Cel mai vechi sigiliu al Buzăului (1831), cu o pasăre Phoenix, simbol al repetatei renașteri a orașului după distrugeri

În timpul altui război ruso-turc, în anii 1768-1774, oastea otomană a ars toate casele și prăvăliile, din oraș nerămânând nicio clădire întreagă. Biserica episcopiei a fost și ea distrusă, iar episcopul s-a mutat temporar la București. Biserica mănăstirii Banului a fost singura care a rămas întreagă, aceasta fiind însă distrusă și ea în 1774 de un cutremur. De asemenea, în timpul Războiului ruso-turc din 1787-1792, orașul a fost distrus din nou. Lungul șir de războaie devastatoare a continuat în 1806 și 1807, când armata otomană a ars din nou Buzăul, ucigând 230 de oameni. Localnicii au fugit în valea Nișcovului, orașul rămânând practic abandonat până la reîntoarcerea lor în 1812, după terminarea războiului. Înainte de acest război, un nou cutremur puternic, în 1802, a dărâmat toate bisericile din oraș.
Epidemiile de holeră și de ciumă bubonică de la începutul secolului al XIX-lea au decimat și ele populația orașului (vezi Ciuma lui Caragea).
Ultimul război care a devastat orașul a fost în 1821 în timpul războiului grec de independență, când luptele dintre turci și Eteria au dus la devastarea orașului. Ispravnicii din oraș spuneau: „Locuitorii refuză să se întoarcă la casele lor, iar pe noi ne-au lăsat singuri”. După aceasta, în urma adoptării Regulamentului Organic, a început o perioadă de reconstrucție și modernizare. Țara Românească a încetat să mai fie teatru de operațiuni în războaiele dintre Imperiul Otoman și Rusia, conflictele mutându-se în Crimeea, Balcanii de Vest și de Sud și în Caucaz.
Astfel, deși Buzău este atestat documentar ca târg din 1431, cea mai veche clădire din oraș este Casa Vergu-Mănăilă, construită în secolul al XVIII-lea, în preajma anului 1780. Casa Vergu-Mănăilă era proprietatea unei familii boierești, numită Vergu, care deținea și o cârciumă și o brutărie în oraș.

## Dezvoltarea din secolul al XIX-lea
De-a lungul secolului al XIX-lea, orașul a depășit dificultățile reconstrucțiilor repetate și a început să se dezvolte ca oraș modern cu o viață economică și culturală puternică. Pădurea Crâng a devenit loc de petreceri pentru localnici începând cu 1829 și în cele din urmă a fost amenajată ca grădină publică în 1850.

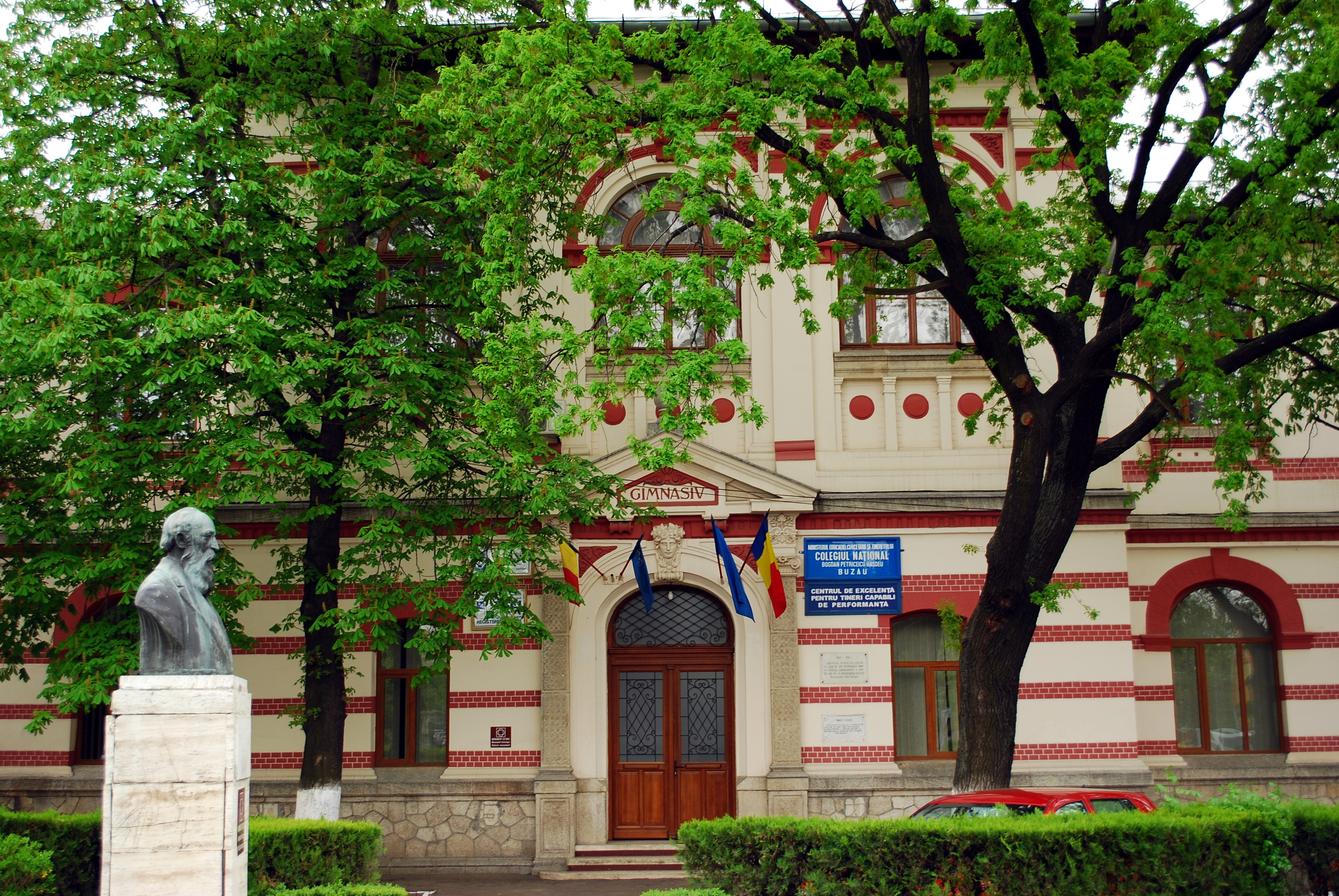
Liceul B.P. Hasdeu, înființat în 1867 este una dintre școlile importante ce datează din secolul al XIX-lea

Au început să se înființeze școli, episcopia deschizând o școală de pictori de biserici și iconari, condusă de Nicolae Teodorescu și unde a studiat și pictorul Gheorghe Tattarescu. Un an mai târziu episcopul Dionisie Romano a deschis Școala Normală (școală de învățători), școală ce pregătea învățători pentru școlile generale din oraș și pentru cele din 115 sate. Seminarul teologic ortodox din Buzău, înființat în 1836, a fost a doua școală teologică din Țara Românească, după seminarul din București. Primul liceu laic din Buzău a fost actualul colegiu național B.P. Hasdeu, denumit inițial Gimnasiul „Tudor Vladimirescu”, inaugurat în 1867.

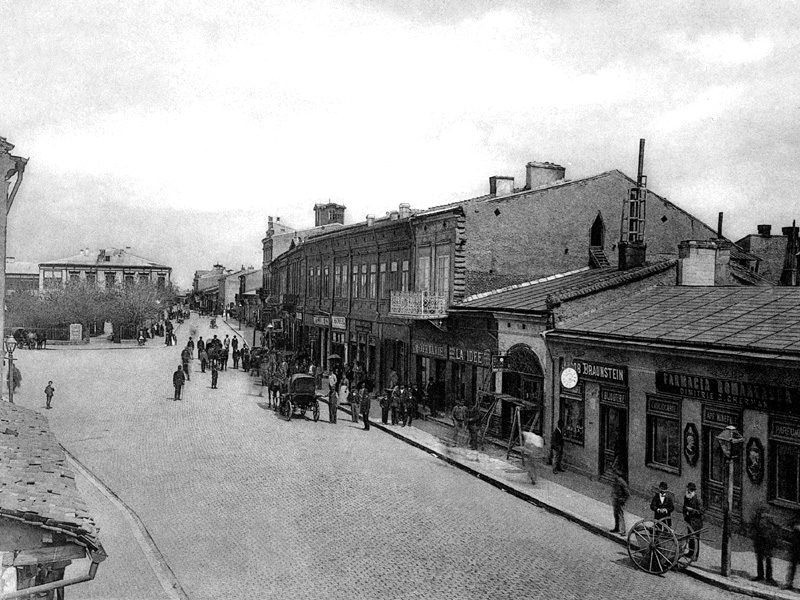
Imagine din Buzău, în preajma lui 1901.

Cel mai vechi recensământ cunoscut al Buzăului, datând din anul 1832, arată că în Buzău locuiau 2.567 de oameni dintre care: 18 evrei, 1 englez, 1 austriac și restul (99%) români.
În perioada 1837-1840 s-a introdus iluminatul public. Lămpile de pe străzi funcționau cu lumânări de seu, la început funcționând 38 de lămpi. Până în 1861, numărul acestora crescuse la 50. În 1841, străzile orașului, până atunci dezordonate și întortocheate, au fost realiniate după reguli urbane.
În 1842 în oraș exista un medic, o moașă autorizată oficial și o echipă de pompieri. În timpul Revoluției de la 1848, s-a înființat la Buzău o Gardă Națională, supervizată de Barbu și Nicolae Bălcescu, imediat după organizarea guvernului revoluționar de la București în iunie. Revoluția a fost însă înăbușită de armatele otomane și rusești și Buzăul a fost ocupat de armata rusă timp de trei ani. Tot armata rusă a ocupat Buzăul din nou în 1853 în timpul Războiului Crimeei. Dezvoltarea orașului a continuat după încheierea acestei ocupații militare.
La divanele ad-hoc organizate după Congresul de la Paris din 1856, marea majoritate a reprezentanților Buzăului au votat pentru unirea Țării Românești cu Moldova. Mai târziu, după ce cele două țări au intrat într-o uniune personală pe 24 ianuarie 1859, domnitorul Alexandru Ioan Cuza a fost primit cu entuziasm de locuitorii Buzăului și a fost convins de aceștia să rămână peste noapte în oraș, în timp ce era pe drum de la Iași la București. Proaspăt alesul domnitor al Țării Românești și Moldovei a plecat a doua zi din oraș pe Strada Mare, o stradă denumită astăzi, în amintirea evenimentului, Bulevardul Unirii.

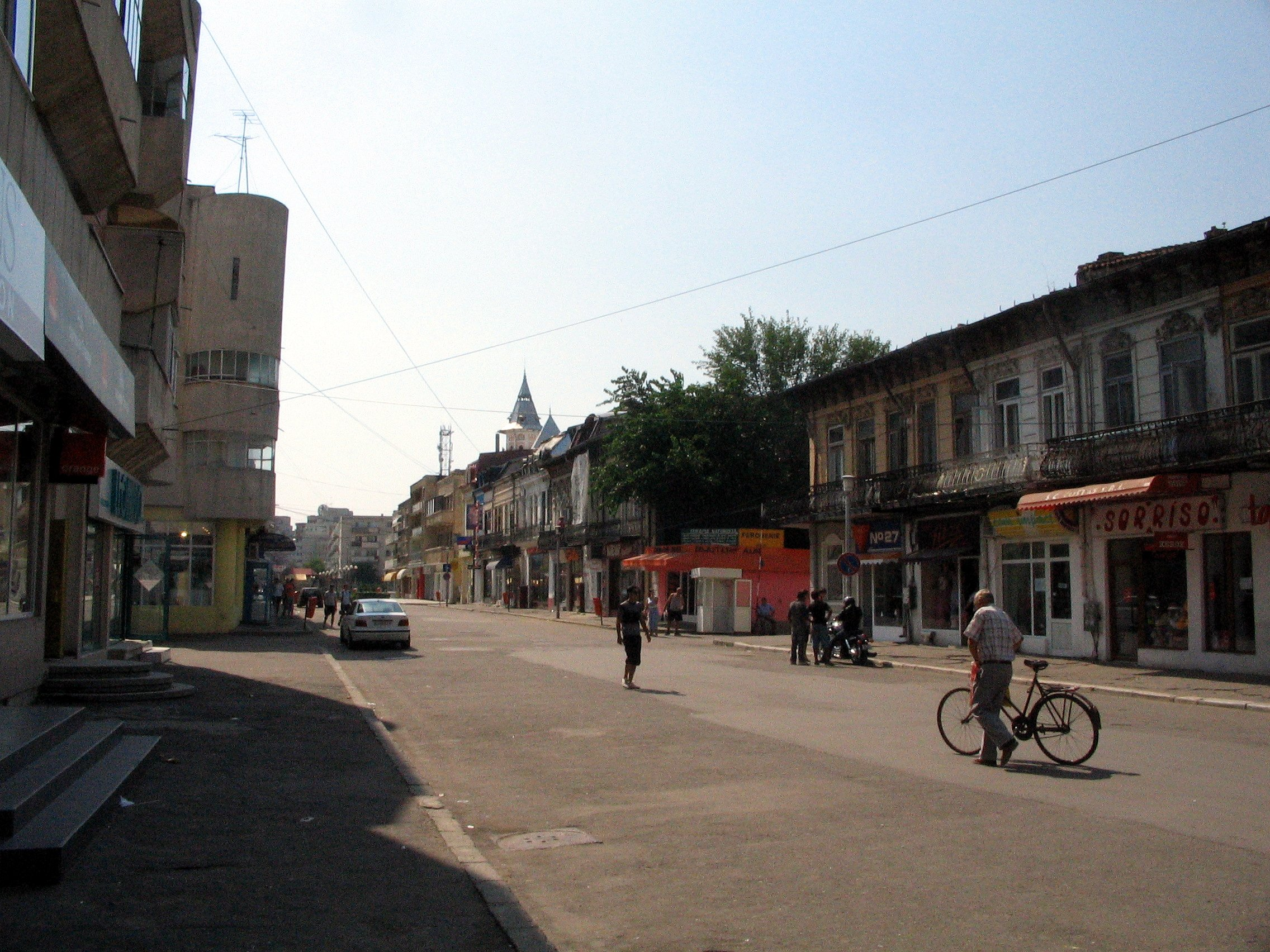
Clădiri de pe strada Cuza Vodă, datând din 1850-1880

Clădirile de pe strada Cuza Vodă (la acea vreme numită Strada Târgului) au fost ridicate între 1850 și 1880 într-un stil specific caselor negustorești din secolul al XIX-lea din sud-estul Europei – clădiri cu parter și etaj, cu prăvălii la parter, și locuințe la etaj.
Viața culturală a înflorit și ea, și în 1852, a avut loc în Buzău pentru prima oară un spectacol de teatru. În 1854, episcopia a importat o tiparniță de la Viena, tiparniță folosită pentru a tipări Biblia de la Buzău, a patra Biblie în limba română (primele trei fiind Biblia de la București din 1688, o Biblie tipărită la Blaj în 1792 și o alta tipărită la Sankt Petersburg în 1819).
Sistemul de iluminat public a fost îmbunătățit în 1860 prin introducerea lămpilor cu gaz. În același an, casele au fost numerotate, iar străzile principale au fost pietruite. Spitalul Gârlași (astăzi, Spitalul de boli infecțioase) a fost înființat în 1865, devenind astfel primul spital permanent.
Teatrul Moldavia a fost deschis în 1898 într-o clădire din centrul orașului. Sala cu 400 de locuri a fost locul în care au ținut reprezentații artiștii importanți care au venit în Buzău, cum ar fi Constantin Nottara, George Enescu și localnicul Nicolae Leonard.

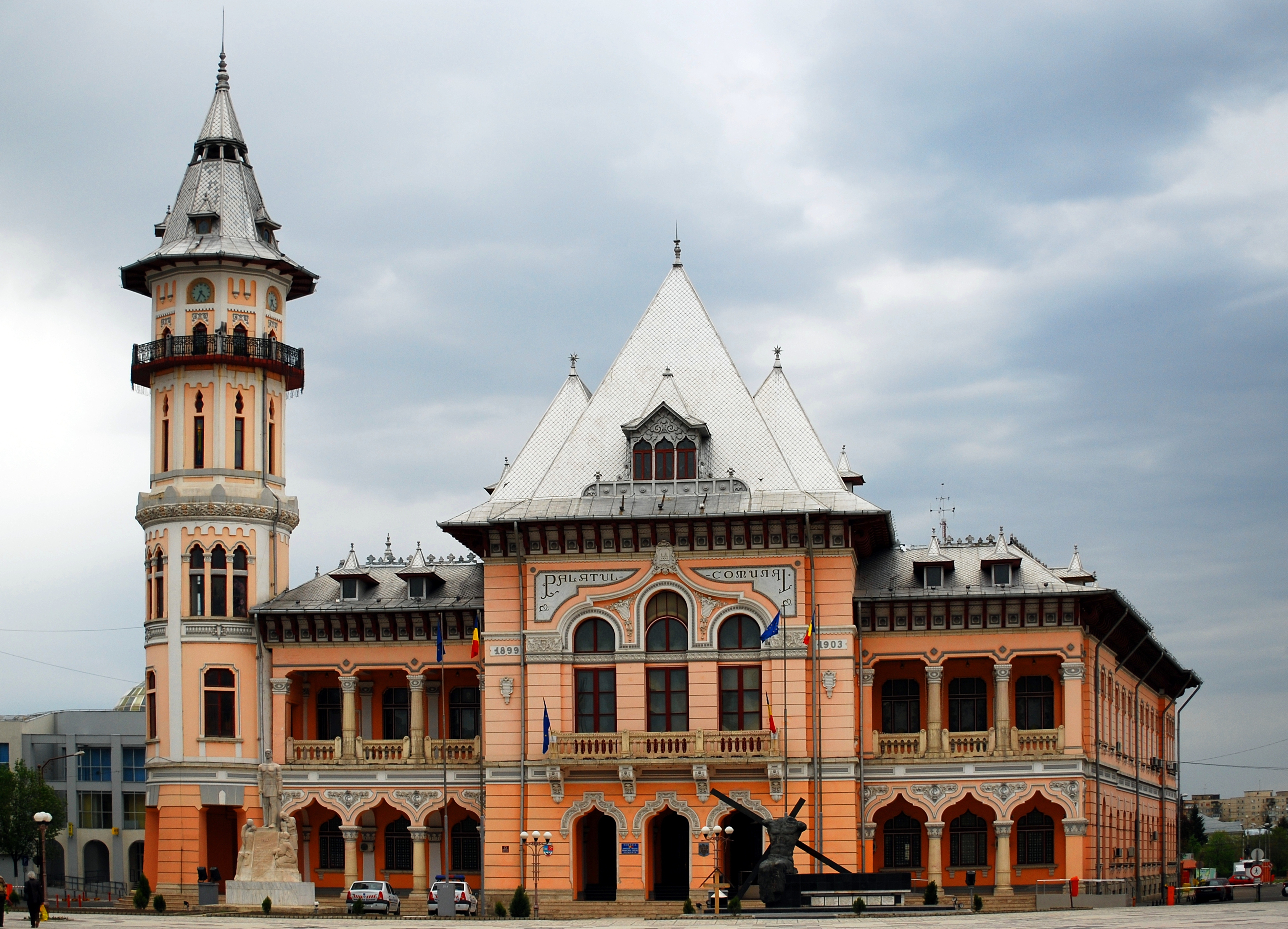
Palatul Comunal, construit între 1899 și 1903

În 1899, primarul Nicu Constantinescu a demarat construcția Palatului Comunal, proiect finalizat în 1903. Palatul Comunal este și astăzi cea mai cunoscută clădire din oraș. Constantinescu a decis să rearanjeze străzile centrale ale orașului, străzi înguste și întortocheate, moștenire a vechii istorii de oraș-târg și a repetatelor distrugeri urmate de reconstrucții dezorganizate ale clădirilor. Astfel, au fost construite Bulevardul Parcului (între Palatul Comunal, aflat în centru, și Parcul Crâng) și Bulevardul Gării (care leagă centrul orașului de gară), bulevarde largi și drepte.

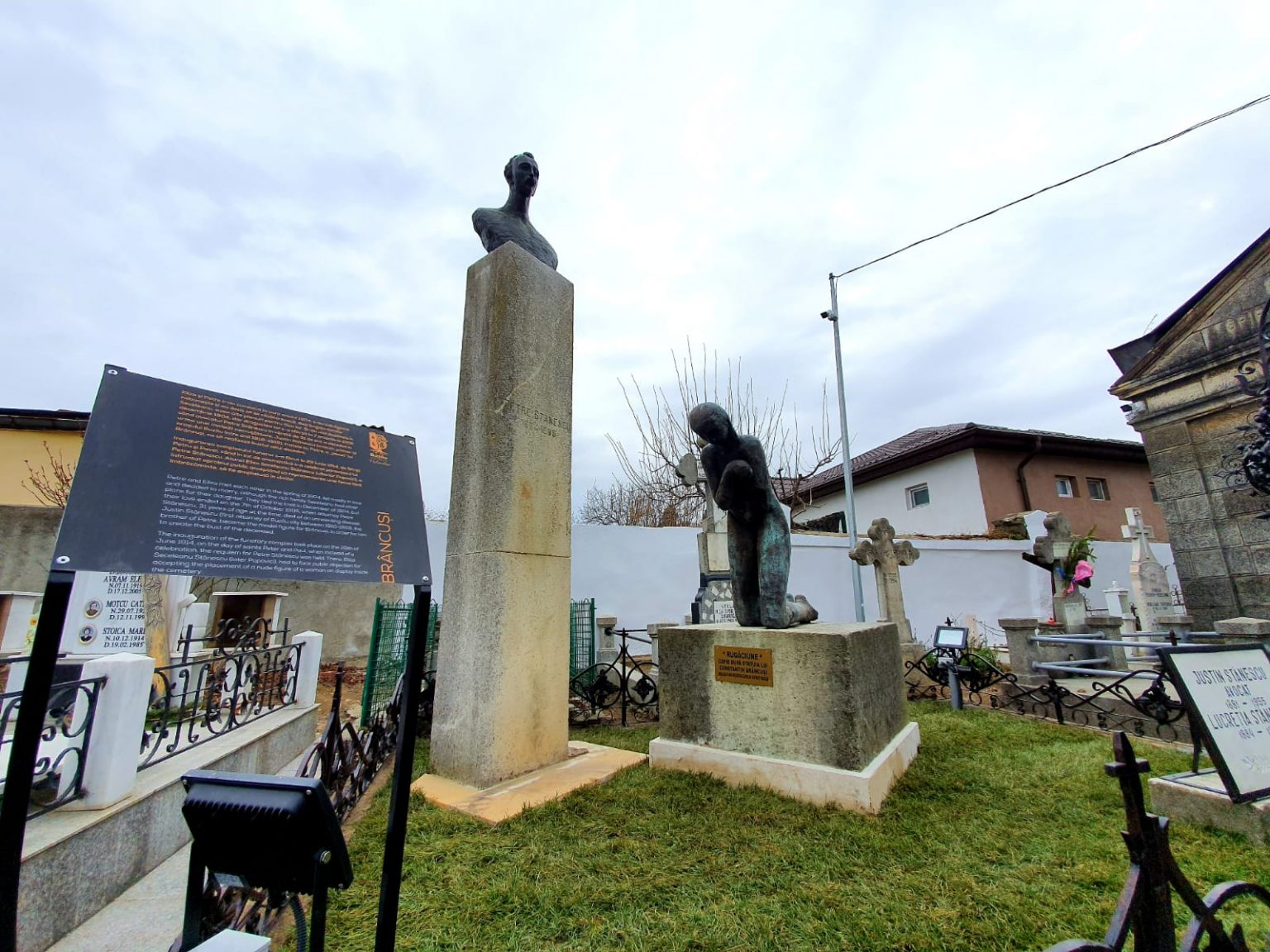
Ansamblul funerar Rugăciune sau Monumentul funerar Petre Stănescu din Cimitirul Dumbrava

În această perioadă, Constantin Brâncuși și Ion Luca Caragiale au locuit pentru scurt timp în Buzău. Caragiale a închiriat un restaurant lângă gară în 1894 și a locuit acolo timp de un an. În acest timp, el a ținut o prelegere publică, al cărei subiect planificat, Tehnica prozei a fost schimbat în ultimul moment în Cauzele prostiei omenești. Brâncuși a locuit în oraș în vara lui 1914, după ce Eliza Seceleanu, văduva unui tânăr boier local, l-a angajat să-i realizeze două sculpturi: Rugăciune și Bustul lui Petre Stănescu, răposatul ei soț. După ce a realizat cele două sculpturi la Paris, Brâncuși le-a adus în Buzău și a locuit acolo timp de câteva luni cât a lucrat la pregătirea soclurilor acestora. Ambele sculpturi au decorat mormântul lui Stănescu din Cimitirul Dumbrava, dar au fost mutate la Muzeul Național de Artă al României din București, fiind înlocuite de două copii. Copiile au fost furate în 1999, iar în 2013 statuia Rugăciune a fost înlocuită cu o nouă replică de către Rotary International local. Mai târziu, Direcția de Investigare a Infracțiunilor de Criminalitate Organizată și Terorism a descoperit și replica bustului lui Petre Stănescu. În 19 februarie 2020, când s-au împlinit 144 de ani de la nașterea lui Constantin Brâncuși, replica a fost reamplasată pe soclul ei original.
Primul bec electric din oraș a fost instalat în 1899, în fața grădinii publice din centrul orașului. Primul spectacol cinematografic din Buzău a avut loc în 1904, într-o berărie de pe Bulevardul Parcului, și a fost organizat de un localnic pe nume Nicolae Mihăilescu.
În acea perioadă au apărut primele întreprinderi industriale din oraș, moara Garoflid, deschisă în 1883, care funcționa și ca fabrică de postav și dimie, și rafinăria de petrol a societății Saturn, rafinărie deschisă în 1894 și care a funcționat timp de cincizeci de ani. Rețeaua de căi ferate române s-a dezvoltat atunci, iar Buzău a devenit nod feroviar, punct de intersecție a căilor ferate București–Galați și București-Mărășești.

## Cele două războaie mondiale și perioada dintre ele
În timpul primului război mondial, orașul a fost ocupat, din 14 decembrie 1916 până pe 14 noiembrie 1918, de trupe germane, și mulți localnici s-au refugiat în Moldova Occidentală sau în zona rurală din preajma orașului. Buzăul a revenit după război sub administrație românească.
În 1921, s-a înființat o echipă de fotbal, numită Vârtejul, și primul meci de box din Buzău s-a desfășurat în 1931, când s-a tipărit și primul ziar sportiv.
După 1918, Buzău a continuat să se dezvolte, devenind treptat centru industrial. Uzina electrică, a cărei construcție începută în 1911 a fost întreruptă de anii de război, a fost în cele din urmă dată în folosință în 1928, ceea ce a avut drept consecință generalizarea iluminatului electric în oraș.

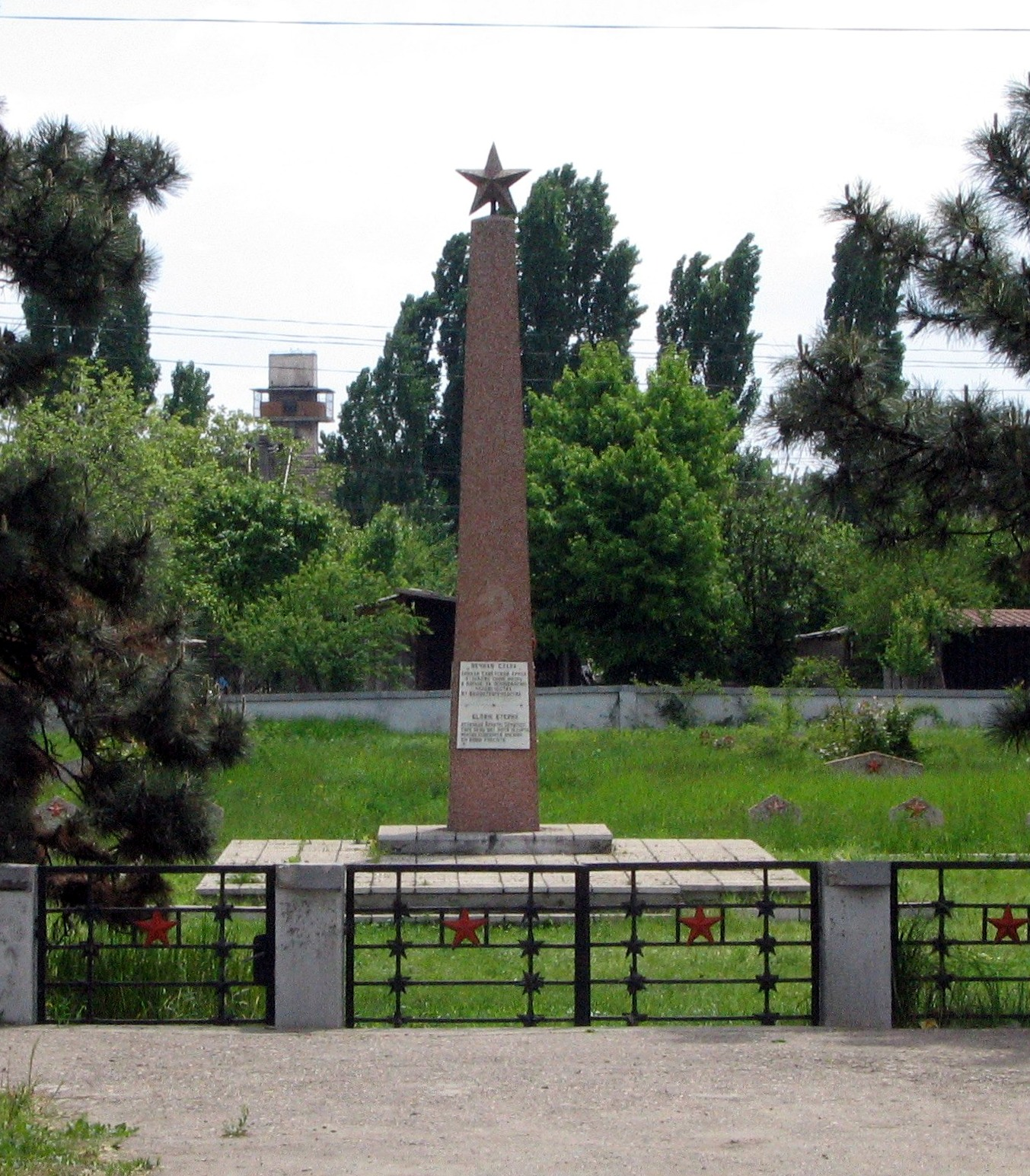
Monumentul soldaților sovietici de la Cimitirul Eroilor din Buzău

Cel mai important primar al Buzăului din perioada dintre cele două războaie mondiale a fost Stan Săraru. A avut un singur mandat de primar, desfășurat în ultima jumătate a Marei Crize Economice din 1929-1937. El a modernizat orașul construind în 1935 o piață de alimente, care este prima și cea mai importantă și modernă piață agroalimentară din oraș, numită Piața Av. Stan Săraru, și a realizat prima baie publică din Buzău. Același primar a demarat construcția Stadionului Crâng și a canalizat și pavat străzile principale cu piatră cubică.
Un vultur, poreclit de localnici Ilie și crescut de un negustor din apropiere, a devenit mascota gării între 1930 și 1943. Ilie venea adesea în gară și mânca din mâinile călătorilor. Vulturul a murit în timpul celui de-al doilea război mondial, împușcat de soldați naziști. În amintirea lui, o marcă de bere produsă în Buzău s-a numit Vulturul, și o stradă din oraș poartă numele Strada Vulturului.
Spre sfârșitul celui de-al Doilea Război Mondial, în zonă au avut loc lupte după 23 august 1944, când mareșalul Ion Antonescu a fost arestat în București și guvernul său pro-nazist a fost înlăturat de la putere, mai ales pe aerodromul din Buzău și în localitatea apropiată Stâlpu. Armata sovietică a ocupat Buzăul în data de 28 august 1944, și, deoarece soldați germani erau baricadați în Palatul Comunal, s-a tras cu tunul, palatul arzând împreună cu arhiva. Palatul a fost reconstruit începând cu 1947. În Cimitirul Eroilor, aflat în partea vestică a orașului, au fost înmormântați soldații români, germani și sovietici care au murit atunci.

## Perioada comunistă

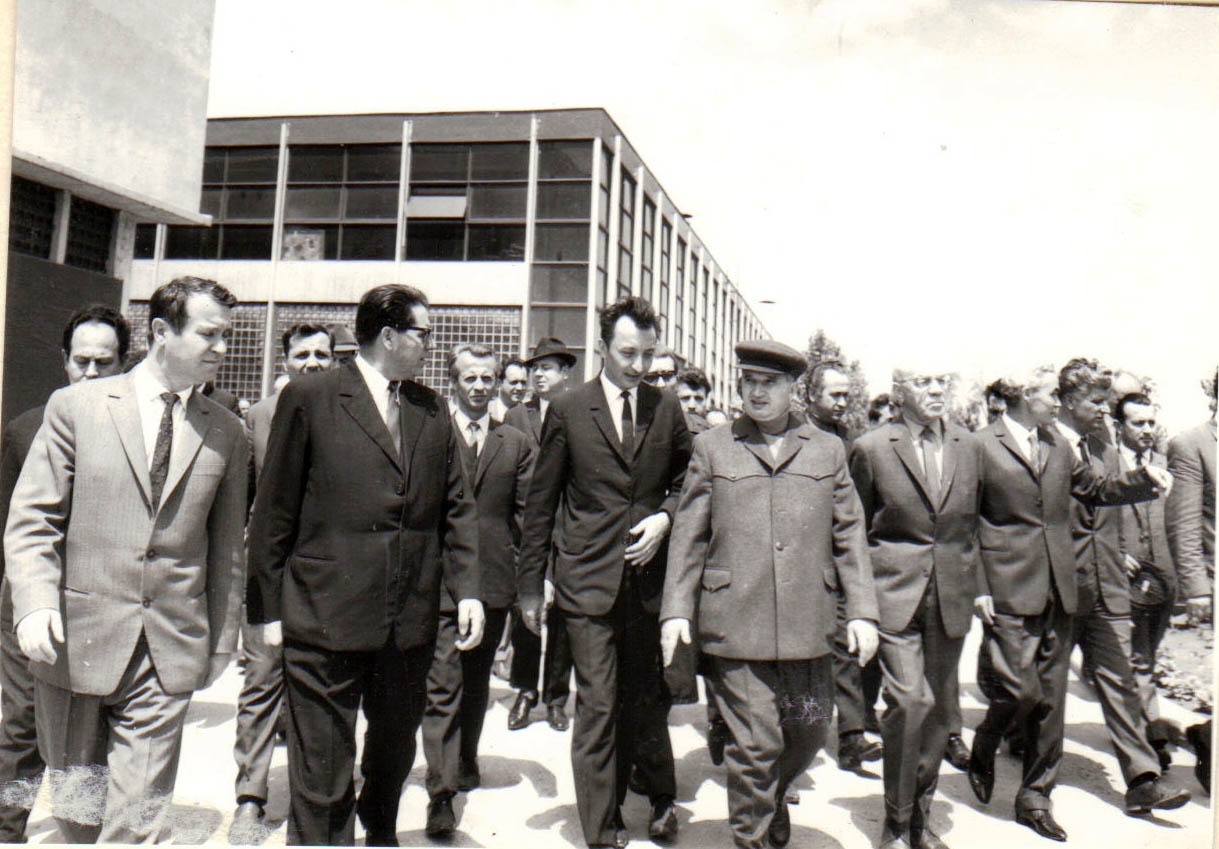
Nicolae Ceaușescu în vizită la Întreprinderea de Sârmă din Buzău, în 1970.

După război, când guvernul român a fost preluat de regimul comunist, Buzăul a fost reședința regiunii Buzău, după care a pierdut statutul de reședință de județ sau regiune în 1952, având titulatura de oraș regional în cadrul Regiunii Ploiești. Județul Buzău a fost reînființat în 1968, când, în contextul noii organizări administrativ-teritoriale, Buzău a devenit municipiu și reședință a județului.
Toate fabricile din Buzău au fost naționalizate și, mai ales spre sfârșitul perioadei comuniste, politica de sistematizare a guvernului comunist a dus la demolarea vechilor cartiere de case, ducând la schimbarea totală a aspectului orașului. Până în 1953, zonele rezidențiale erau compuse exclusiv din case, multe dintre ele fiind dărâmate în această perioadă pentru a face loc blocurilor. Acest proces a fost la început lent, dar între 1980 și 1988, toate casele de pe strada principală a orașului au fost demolate și înlocuite cu blocuri. În acea perioadă au fost distruse multe clădiri istorice, printre care și teatrul Moldavia. Din centrul istoric al Buzăului, doar casele din zona străzii Cuza Vodă și o parte din cele din zona străzii Alexandru Marghiloman au rămas în picioare. De asemenea, în 1969, un cartier rezidențial a fost construit în Parcul Crâng, reducându-i acestuia dimensiunile. Această dezvoltare a fost uneori haotică, așa cum s-a întâmplat în 1985, când noul Bulevard Unirii a fost redirecționat de primarul Dochia, care a ordonat ca fundațiile unor blocuri în construcție la acea dată să fie astupate într-o singură noapte și ca strada să treacă peste acestea.

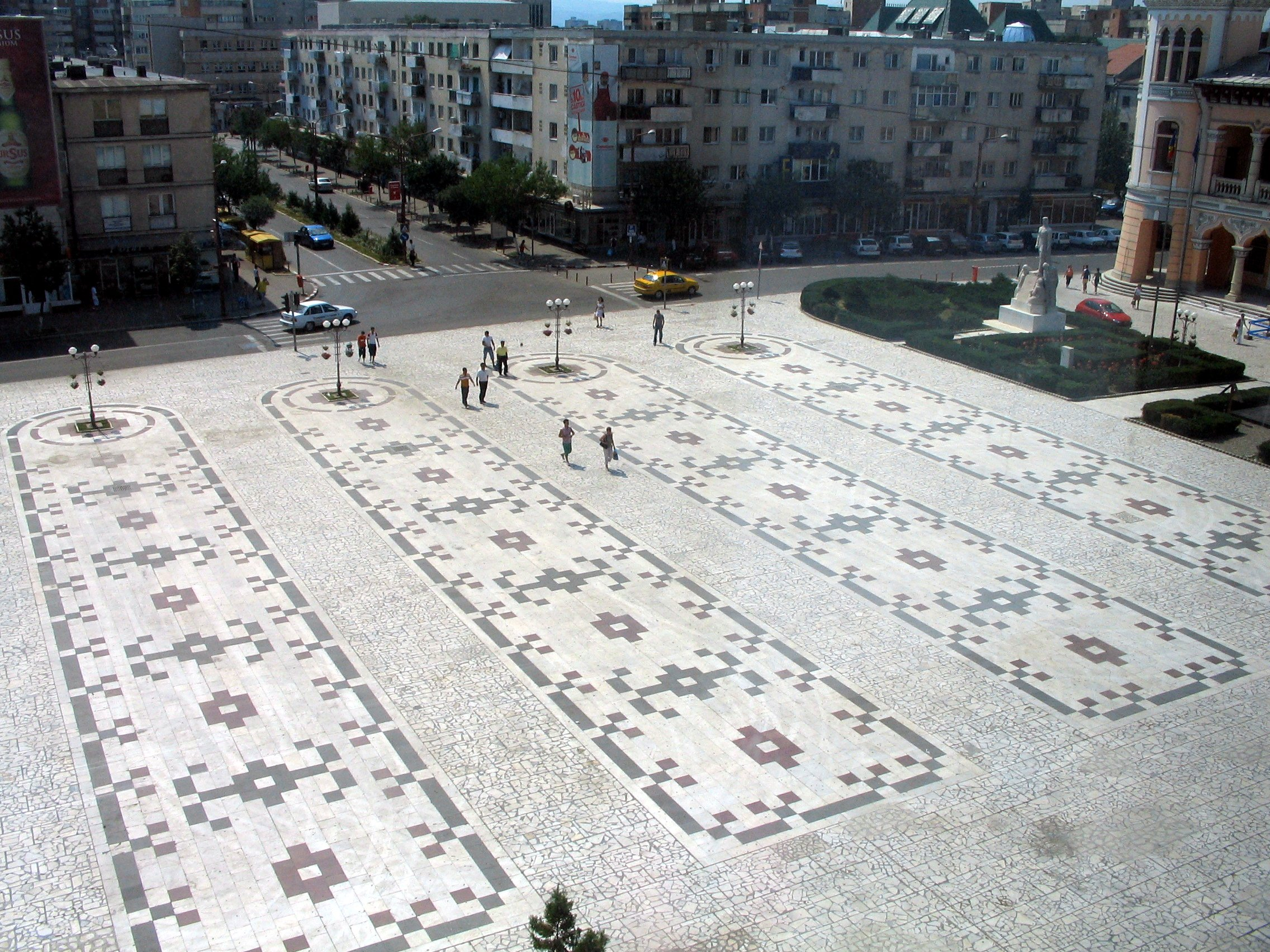
Piața Daciei, pavată cu marmură, modelele colorate fiind inspirate din costumele din zona Bisoca

În timpul regimului comunist, a avut loc și o industrializare forțată, platforma industrială Buzău-Sud fiind inaugurată în 1963. Locul acesteia a fost ales pentru a folosi un teren nefertil, unde fusese înainte o rafinărie și care acum era acoperit de mlaștini. Această poziție prezintă și avantajul vânturilor locale care îndepărtează de oraș noxele produse de fabrici.
În această perioadă au fost aduse însă și unele îmbunătățiri orașului. Parcul Tineretului a fost construit în partea de est, cu o sală de sport și un bazin olimpic. În 1981, s-a deschis un cinematograf cu 650 de locuri, și un spital mare a fost construit între 1971-1973. În 1976, orașul a sărbătorit 1600 de ani de atestare documentară. Pentru a marca evenimentul, a fost construit un obelisc în Parcul Crâng. În același an, Piața Daciei, piața principală din oraș aflată în fața Palatului Comunal, a fost pavată din nou, cu marmură de Măgura, albă, roșie și gri, cu modele asemănătoare celor de pe costumele populare tradiționale din zona Bisoca.

## Revoluția din 1989
În decembrie 1989, revoluția începută în Timișoara s-a extins la București, unde mai mulți buzoieni au participat la evenimentele din zona Televiziunii. Demonstrații populare au început în ziua de 22 decembrie. Fiind un important centru militar, cu numeroase unități militare și cu Comandamentul Armatei a II-a (una dintre cele patru astfel de instituții din țară) având sediul în oraș, în seara de 23 decembrie au izbucnit lupte deosebit de violente în oraș, în special în zona vestică, unde se aflau mai multe unități militare și Comandamentul Armatei a II-a, precum și Pădurea Crâng. În total, Revoluția din 1989 s-a soldat la Buzău cu moartea a 47 de persoane.

## După 1989
Procesul de demolare a caselor a fost stopat după căderea comunismului în România, la sfârșitul lui decembrie 1989. Economia orașului a stagnat o perioadă, dar Buzăul a reînceput să se dezvolte, după ce întreprinderile de stat au fost privatizate și reorganizate și au apărut alte companii noi.
În această perioadă, a început refacerea de biserici ortodoxe. În 1991 s-a început lucrul la o cea mai mare biserică ortodoxă din oraș numită Biserica Sfântul Sava, iar în 2009 s-a construit o nouă catedrală a arhiepiscopiei.
În 1995, un nou teatru, numit Teatrul George Ciprian, a fost deschis în Buzău.